# Peel (Isola di Man)
Peel (Purt ny h-Inshey in mannese) è una cittadina dell'Isola di Man, situata nella parte occidentale dell'isola e sede della Cattedrale.